# Somiet

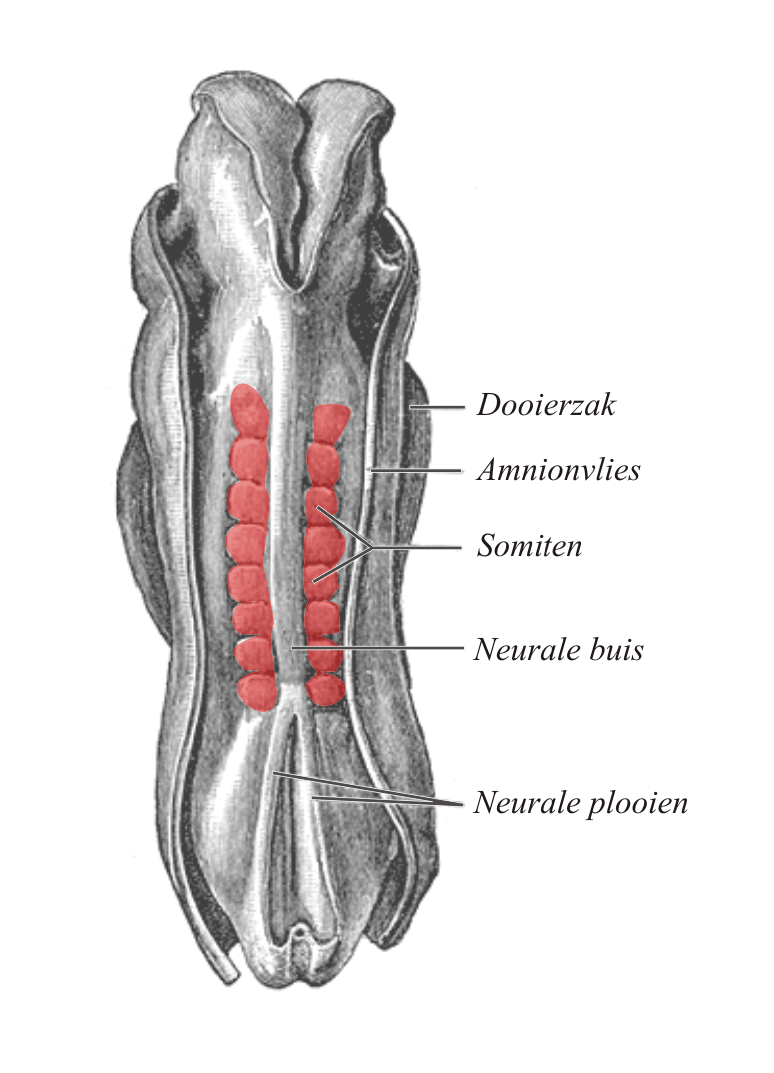
Embryo met aanduiding van embryonale somieten in rood (naar Gray)

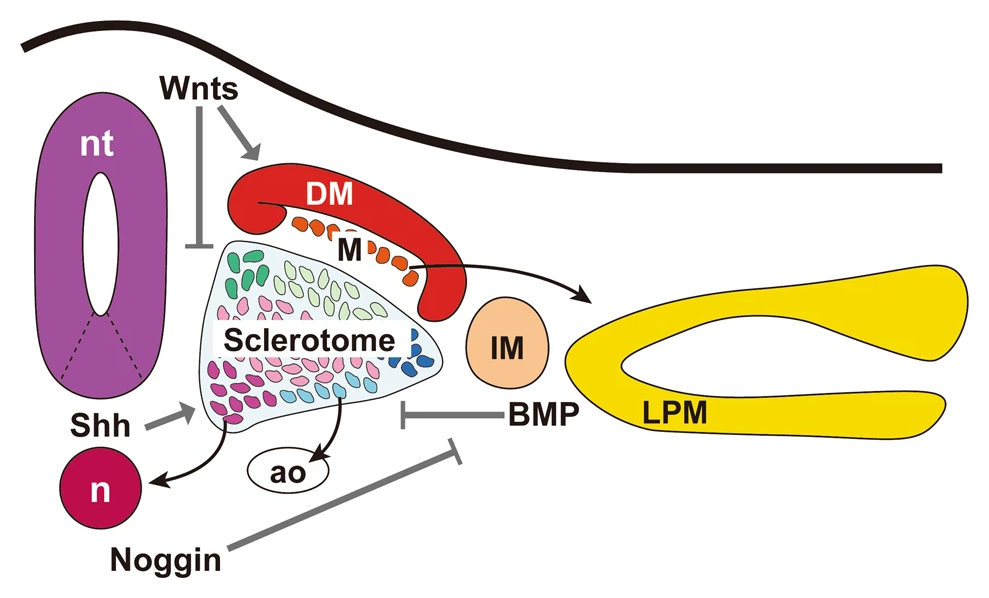
Schematische weergave van de relatie tussen het sclerotoom en andere weefsels

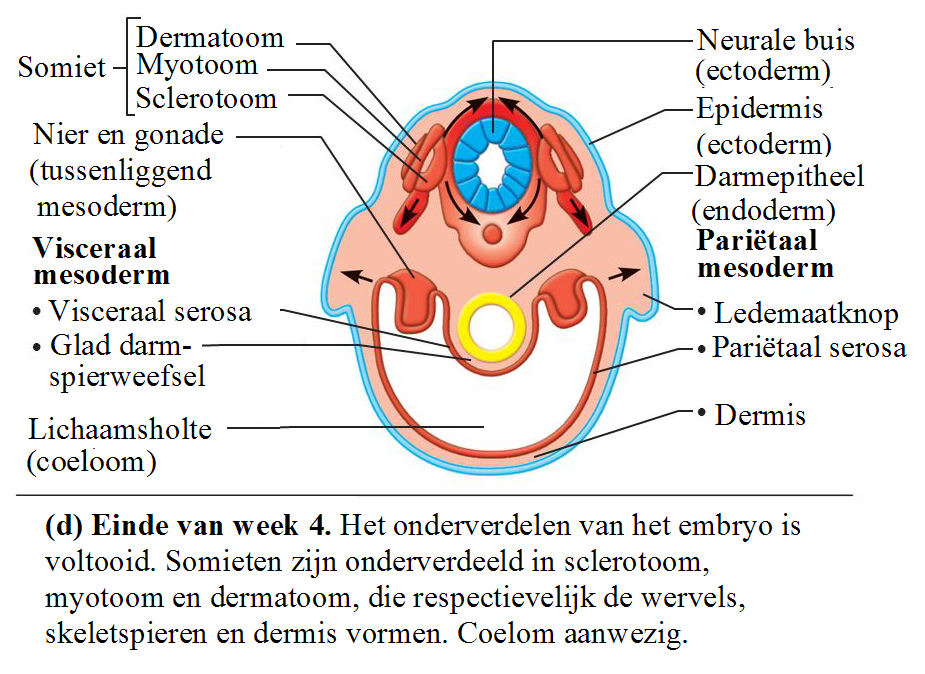
Menselijk embryo eind week 4 (gerekend vanaf de bevruchting) met de ontwikkelde somieten

Een somiet (van Oudgrieks σῶμα, sôma = lichaam) is bij gewervelde dieren een embryonaal oersegment. Bij geleedpotige dieren is een somiet een lichaamssegment.

## Gewervelden
Bij gewervelden zijn somieten blokken mesoderm die in een dubbele rij liggen gerangschikt, langs de neurale buis en het chorda dorsalis van het embryo in wording. Het zijn tijdelijke structuren (oersegmenten) die later de wervelkolom, de ribben, een deel van de huid en de rugspieren (dorsale spieren) zullen vormen.
Het paraxiale mesoderm vormt de somitomeren, die zich organiseren in somieten in hoofd- en staartsegmenten, en aanleiding geven tot sclerotomen (kraakbeen en botten) en dermatomen (onderhuids weefsel). Signalen voor somietdifferentiatie worden afgeleid van omringende structuren, inclusief de chorda dorsalis, neurale buis, en epidermis.

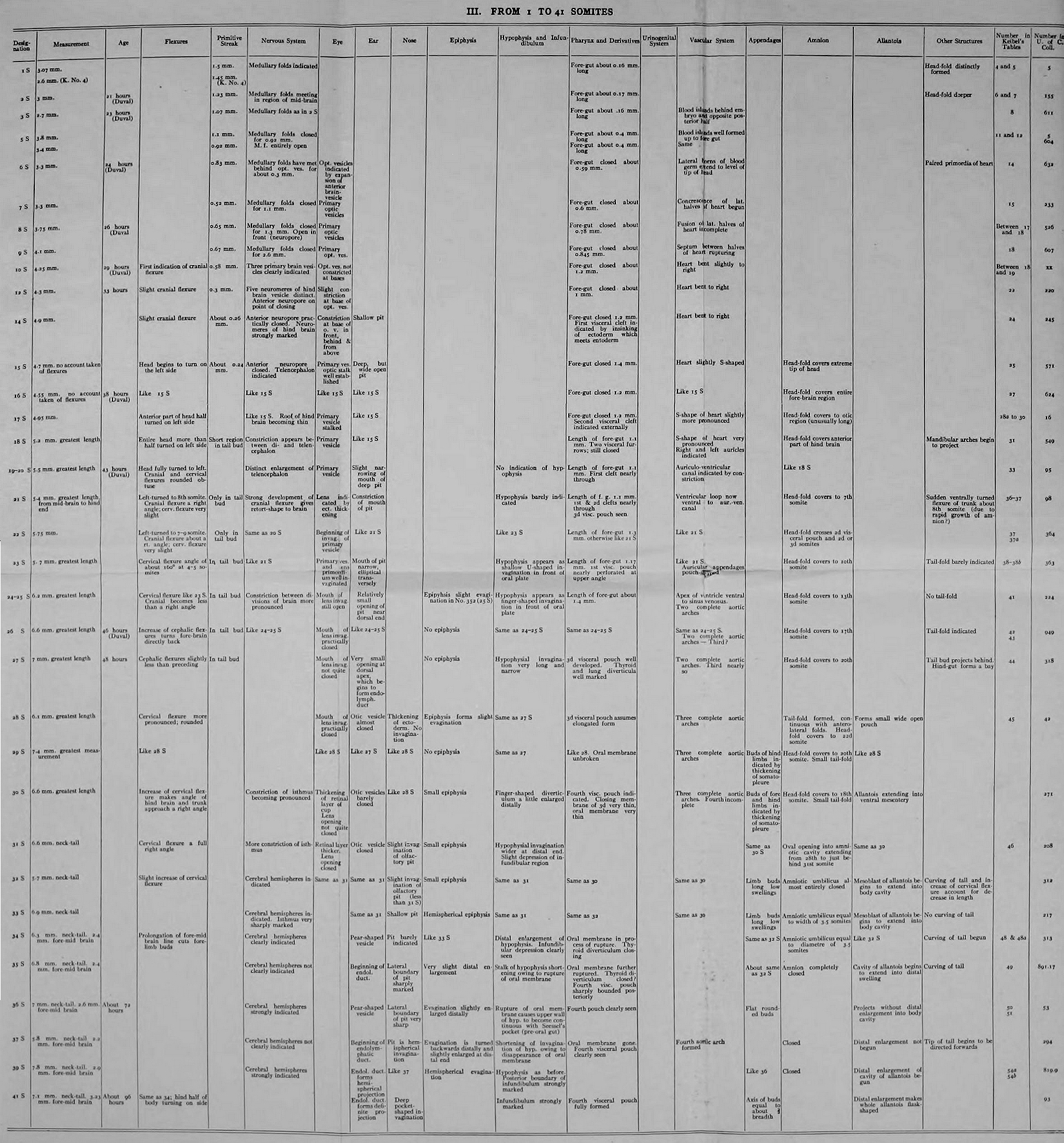
Ontwikkeling van 1 tot 41 somieten bij het vogelembryo in 1 tot 96 uur.

### Moleculaire regulatie van somietdifferentiatie
Omringende structuren zoals de chorda dorsalis, de neurale buis, de epidermis en het mesoderma laminae lateralis sturen signalen voor somietdifferentiatie Het chorda-dorsaliseiwit hoopt zich op in presomitisch mesoderm dat voorbestemd is om de volgende somiet te vormen en neemt vervolgens af naarmate die somiet zich vormt. De chorda dorsalis en de neurale buis activeren het eiwit SHH, dat de somiet helpt zijn sclerotoom te vormen. De cellen van het sclerotoom brengen het eiwit PAX1 tot expressie dat de kraakbeen- en botvorming induceert. De neurale buis activeert het eiwit WNT1 dat PAX 2 tot expressie brengt, zodat de somiet het myotoom en het dermatoom vormt. Ten slotte scheidt de neurale buis ook neurotrofine 3 af, zodat de somiet de dermis aanmaakt. Grenzen voor elke somiet worden gereguleerd door retinoïnezuur en een combinatie van FGF8 en WNT3a.. Retinoïnezuur is dus een endogeensignaal dat de tweezijdig symmetrische synchronisatie in stand houdt van mesodermsegmentatie en controleerd de tweezijdig symmetrie bij gewervelden. Het tweezijdig symmetrisch lichaamsplan van embryo's van gewervelde dieren is duidelijk zichtbaar bij somieten en hun afgeleiden, zoals de wervelkolom. Daarom correleert asymmetrische somietvorming met een links-rechts desynchronisatie van de segmentatie-oscillaties.
Veel onderzoeken met Xenopus laevis en zebravissen hebben de factoren van deze ontwikkeling geanalyseerd en hoe deze op elkaar inwerken bij signalering en transcriptie. Er zijn echter nog steeds enige twijfels over de manier waarop de toekomstige mesodermcellen de verschillende signalen die ze ontvangen integreren en hoe ze hun morfogene gedrag en beslissingen over het lot van de cel reguleren. Menselijke embryonale stamcellen hebben bijvoorbeeld het potentieel om alle cellen in het lichaam te vormen en ze kunnen zichzelf voor onbepaalde tijd vernieuwen, zodat ze kunnen worden gebruikt voor een grootschalige productie van therapeutische cellijnen. Ze zijn ook in staat collageen te hermodelleren en samen te trekken en werden ertoe aangezet spieractine tot expressie te brengen. Dit laat zien dat deze cellen multipotente cellen zijn.

## Geleedpotigen
Het lichaam van geleedpotigen is onderverdeeld in talrijke segmenten, somieten of ook soms metameren genaamd. Deze somieten worden gewoonlijk in tagmata gegroepeerd. 
De indeling in tagmata kan verschillen tussen de onderstammen van de geleedpotigen. Bij trilobieten (Trilobitomorpha) zijn dit kop (cephalon), borststuk (thorax) en staart (pygidium), bij Hexapoda kop, thorax en abdomen, terwijl dit bij kreeftachtigen (Crustacea) kop, pereon en pleon zijn.
De afzonderlijke segmenten van deze tagmata kunnen al dan niet vergroeid zijn met elkaar. Een kopschild ontstaat uit het samengroeien van de bovenste (dorsale) delen van de kopsomieten. Een carapax is een gelijkaardige vergroeiing waarbij de fusie van de somieten vaak ook de onderste (ventrale) delen behelst en ook enkele thoracale somieten kan omvatten.

Algemeen bouwplan van Malacostraca met de somieten

Algemeen bouwplan van vlokreeftjes met de somieten